# Паперный, Алексей Михайлович
Алексе́й Миха́йлович Папе́рный (при рождении Кузьми́н; род. 29 сентября 1963 года, Москва) — советский и российский поэт, музыкант, основатель группы Паперный Т.А..М... и московского клуба «Китайский Лётчик Джао Да».
Двоюродный племянник писателя Владимира Паперного, внучатый племянник литературоведа и пародиста Зиновия Самойловича Паперного.

## Группа Паперный ТАМ
Группа возникла в 1989 году как «Товарищество Актёров и Музыкантов» — театральный коллектив, отделившийся от театра «У Никитских ворот». Нынешний состав сложился около 2003 года. Алексей Паперный — автор нескольких театральных проектов, в том числе спектаклей «Твербуль» и «Река» (2009).
- Ю́рий Косте́нко (кларнет и саксофон) — музыкант с классическим образованием, участвует во многих московских спектаклях и мюзиклах, включая нашумевший «Чикаго».
- Игорь Скляров (Баян) — музыкант с классическим образованием, игравший во многих музыкальных проектах в России.
- Влади́мир Гочуа (бас-гитара) — участник группы «Джа Дивижн».
- Дании́л «Ленц» Ленци (перкуссия)

Группа выступала на многих музыкальных фестивалях, таких как «Нашествие-2006», «Крылья-2003», и т. д.

## Политические взгляды
В марте 2014 года вместе с рядом других деятелей науки и культуры выразил своё несогласие с политикой российской власти в Крыму. По состоянию на 2025 год,  согласно манифесту, выложеному на главной странице его сайта, Паперный с семьёй уехал из России, живёт и выступает в США, и часть заработанных на концертах средств направляет на Украину. 

## Дискография
В составе группы Паперный ТАМ:
- 1998 — Любимая
- 1998 — Скажи Легко
- 1999 — Студия в Консерватории. «От Винта»
- 2001 — Концерт в «Лётчике»
- 2002 — Удивительные Приключения
- 2004 — Танцы
- 2008 — Весна
- 2017 — Никуда

## Фильмография
- 1990 — Твербуль (телевизионный фильм-драма) — режиссёр, композитор, сценарист
- 2005 — Спасибо за рыбу (мультфильм) — композитор
- 2006 — Золотой телёнок — композитор
- 2012 — Соловей-разбойник
- 2014 — Чудотворец — композитор